# 新城幸也
新城幸也（1984年9月22日—），日本職業單車手，曾效力巴林勝利，2024年底宣布離隊之後，加盟義大利Solution Tech Vinifantini職業車隊的訓練營。
新城於2005年在日本全國公路單車錦標賽U-23組奪冠，後分別於2007年及2013年在日本全國男子公路賽中獲得冠軍。
新城分別於2009年及2010年起獲選參加環法及環意單車賽，成為首名完成其中兩個世界三大公路賽的日本車手。

## 世界三大公路賽成績
| 賽事 | 2009 | 2010 | 2011 | 2012 | 2013 | 2014 | 2015 | 2016 | 2017 |
| ---- | ---- | ---- | ---- | ---- | ---- | ---- | ---- | ---- | ---- |
| 環意 | —    | 93   | —    | —    | —    | 127  | —    | —    | —    |
| 環法 | 129  | 112  | —    | 84   | 99   | 65   | —    | 116  | 109  |
| 環西 | —    | —    | —    | —    | —    | —    | 65   | 106  |      |

## 外部連結
- 車隊網頁中的個人資料頁 （页面存档备份，存于）
- 2017年環法單車賽 - 新城幸也
- 2016年環法單車賽 - 新城幸也